# Memphis nobilis
Memphis nobilis is een vlinder uit de familie van de Nymphalidae. De wetenschappelijke naam van de soort is, als Paphia nobilis, voor het eerst geldig gepubliceerd in 1864 door Henry Walter Bates.

## Synoniemen
- Paphia nobilis Bates, 1864
- Anaea nobilis
- Fountainea nobilis